# Иранские военно-морские верфи
Иранские военно-морские верфи (перс. کارخانجات نداجا‎) — верфь ВМС Исламской Республики Иран, расположенная в Бендер-Аббасе, провинция Хормозган.

## Построенные корабли
По состоянию на 2018 год верфь построила два фрегата типа Moudge. Также строится быстроходный ударный корабль типа Sina.
- Фрегат Jamaran (76)
- Фрегат Sahand (74)
- Ракетный катер типа Sina (в постройке)
- «Khalije» Эсминец типа Fars (в постройке)